# Ryosuke Matsuoka
Ryosuke Matsuoka (født 23. oktober 1984) er en japansk fodboldspiller, som spiller for den japanske fodboldklub Montedio Yamagata.